# Le Vieux-Marché
Le Vieux-Marché är en kommun i departementet Côtes-d'Armor i regionen Bretagne i nordvästra Frankrike. Kommunen ligger i kantonen Plouaret som tillhör arrondissementet Lannion. År 2022 hade Le Vieux-Marché 1 276 invånare.

## Befolkningsutveckling
Antalet invånare i kommunen Le Vieux-Marché
Referens:INSEE